# 保田有理香
保田 有理香（やすだ ゆりか、1987年5月21日 - ）は、日本のタレント、モデル。
大阪府東大阪市出身。所属事務所はシンフォニア。

## 出演

### TV
- ビーバップハイヒール（朝日放送）
- 今ちゃんの「実は…」（朝日放送）
- ジャイケルマクソン（毎日放送）
- さんま&くりぃむの芸能界(秘)個人情報グランプリ（フジテレビ）
- 銀シャリの5upベイベー（GAORA）
- 女の子宣言! アゲぽよTV（毎日放送）アゲぽよガールズ

### TVドラマ
- 逃亡者 おりん2　第3話ゲスト（テレビ東京）女郎花

### モデル
- びわこ観光協会 パンフレットモデル
- デューク Webモデル
- ビーラン Webモデル
- OSAKA Bay COLLECTION Vo.1 ショーモデル